# Onosma pseudoarenarium
Onosma pseudoarenarium är en strävbladig växtart. Onosma pseudoarenarium ingår i släktet Onosma och familjen strävbladiga växter.

## Underarter
Arten delas in i följande underarter:
- O. p. albanicum
- O. p. cinerascens
- O. p. delphinensis
- O. p. fallax
- O. p. pseudoarenarium
- O. p. tridentinum